# Fußball-Oberliga 1998/99
Die Saison 1998/99 der Oberliga war die fünfte Saison der Oberliga als vierthöchste Spielklasse im Fußball in Deutschland nach Einführung der zunächst viergleisigen – später drei- und zweigleisigen – Regionalliga als dritthöchste Spielklasse zur Saison 1994/95.

## Oberligen
- Oberliga Baden-Württemberg 1998/99
- Bayernliga 1998/99
- Oberliga Hessen 1998/99
- Oberliga Nord 1998/99 in zwei Staffeln (Niedersachsen/Bremen und Hamburg/Schleswig-Holstein)
- Oberliga Nordost 1998/99 in zwei Staffeln (Nord und Süd)
- Oberliga Nordrhein 1998/99
- Oberliga Südwest 1998/99
- Oberliga Westfalen 1998/99

## Aufstieg zur Regionalliga

### Nord
Die Tabellenzweiten der Staffeln Niedersachsen/Bremen, FC Bremerhaven, und Hamburg/Schleswig-Holstein, TSV Pansdorf, spielten nach Beendigung der Saison in zwei Spielen den dritten Aufsteiger in die Regionalliga Nord aus. Das Hinspiel in Bremerhaven endete mit einem klaren 4:0-Sieg für die Hausherren, den die Pansdörfer mit einem 2:0-Sieg im Rückspiel nicht mehr aufholen konnten. Bremerhaven sicherte sich somit den Regionalliga-Aufstieg.
|                | Gesamt |              | Hinspiel (30.5.) | Rückspiel (6.6.) |
| -------------- | ------ | ------------ | ---------------- | ---------------- |
| FC Bremerhaven | 4:2    | TSV Pansdorf | 4:0 (0:0)        | 0:2 (0:0)        |

### Nordost
Der Tabellenzweite der Staffel Nord, die Amateure von Tennis Borussia Berlin, und der Tabellendritte der Staffel Süd, FSV Hoyerswerda, spielten nach Beendigung der Saison in zwei Spielen den dritten Aufsteiger in die Regionalliga Nordost aus. Das Hinspiel in Berlin endete mit einem 2:0-Sieg für die Hausherren, den sie mit einem weiteren 1:0-Sieg in Hoyerswerda untermauerten und sich den Regionalliga-Aufstieg sicherten.
Die zweite Mannschaft des VfB Leipzig war als Tabellenzweiter der Staffel Süd nicht dazu berechtigt in die Regionalliga aufzusteigen, da die erste Mannschaft in die Regionalliga spielte. Dadurch war Hoyerswerda nachgerückt.
|                                 | Gesamt |                 | Hinspiel | Rückspiel |
| ------------------------------- | ------ | --------------- | -------- | --------- |
| Tennis Borussia Berlin Amateure | 3:0    | FSV Hoyerswerda | 2:0      | 1:0       |

### West/Südwest
Die Tabellenzweiten der Oberligen Nordrhein, SV Adler Osterfeld, und Südwest, FK Pirmasens, spielten nach Beendigung der Saison in einem Entscheidungsspiel einen vermeintlichen weiteren Aufsteiger in die Regionalliga West/Südwest aus. Der Vizemeister der Oberliga Westfalen, die Amateure des FC Schalke 04, verzichteten aus terminlichen Gründen.
Auf neutralem Platz im Montabaurer Mons-Tabor-Stadion setzte sich Osterfeld mit 4:3 im Elfmeterschießen durch und qualifizierte sich rein sportlich für die Regionalliga. Aufgrund der Tatsache, dass im Nachklang der Partie gleich vier Vereine aus dem Einzugsgebiet der Regionalliga West/Südwest am Ende der Zweitliga-Saison 1998/99 in die Regionalliga abstiegen, Eintracht Trier den Aufstieg in die 2. Bundesliga in der Aufstiegsrunde verpasste und die Meister- und Aufstiegsfrage in der Oberliga Südwest aufgrund mehrerer Klagen lange unklar gewesen war, blieb das Spiel letztlich ohne Bedeutung. Dem FK Pirmasens wurde später die Meisterschaft der Oberliga Südwest zugesprochen, die gleichbedeutend mit dem Regionalliga-Aufstieg war. Osterfeld verblieb in der Oberliga.
|              | Ergebnis (12.6.)      |                    |
| ------------ | --------------------- | ------------------ |
| FK Pirmasens | 0:0 n. V. (3:4 i. E.) | SV Adler Osterfeld |

### Süd
Die Vizemeister der Oberligen Hessen, SG 01 Hoechst, Baden-Württemberg, SV Sandhausen, und der Bayernliga, SG Quelle Fürth, spielten in einer Einfachrunde einen weiteren Aufsteiger in die Regionalliga Süd aus.
Mit einem Sieg und einem Remis sicherte sich die SG Quelle Fürth den Aufstieg in die Regionalliga.
| Datum |                 | Ergebnis  |                 |
| ----- | --------------- | --------- | --------------- |
| 30.5. | SV Sandhausen   | 0:0       | SG 01 Hoechst   |
| 2.6.  | SG Quelle Fürth | 3:3       | SV Sandhausen   |
| 6.6.  | SG 01 Hoechst   | 0:2 (0:1) | SG Quelle Fürth |

| Pl. | Verein          | Sp. | S | U | N | Tore    | Diff. | Punkte |
| --- | --------------- | --- | - | - | - | ------- | ----- | ------ |
| 1.  | SG Quelle Fürth | 2   | 1 | 1 | 0 | 005:300 | +2    | 04     |
| 2.  | SV Sandhausen   | 2   | 0 | 2 | 0 | 003:300 | ±0    | 02     |
| 3.  | SG 01 Hoechst   | 2   | 0 | 1 | 1 | 000:200 | −2    | 01     |